# Seznam francoskih znanstvenikov
Seznam francoskih znanstvenikov.

## Seznami
- seznam francoskih matematikov
- seznam francoskih fizikov
- seznam francoskih kemikov
- seznam francoskih zgodovinarjev
- seznam francoskih biologov
- seznam francoskih geografov